# Olympische Sommerspiele 2012/Fußball – Männer
Diese Seite enthält alle Spiele des olympischen Fußballturniers der Männer von 2012 in Großbritannien mit allen statistischen Details.

## Vorrunde

### Gruppe A

#### Vereinigte Arabische Emirate – Uruguay 1:2 (1:1)
| Vereinigte Arabische Emirate                                             | Vereinigte Arabische Emirate | Uruguay | Uruguay |
| ------------------------------------------------------------------------ | --- | --- | ------- |
| Vereinigte Arabische Emirate                                             | \| 26. Juli 2012 um 17:00 Uhr (18:00 Uhr MESZ) in Manchester (Old Trafford) \| \| Zuschauer: 51.745 \| \| Schiedsrichter: Peter O’Leary ( Neuseeland) \|                                                                                         | \| 26. Juli 2012 um 17:00 Uhr (18:00 Uhr MESZ) in Manchester (Old Trafford) \| \| Zuschauer: 51.745 \| \| Schiedsrichter: Peter O’Leary ( Neuseeland) \| | Uruguay |
| Vereinigte Arabische Emirate                                             | Ali Khasif – Hamdan al-Kamali, Abdulaziz Hussain, Mohamed Ahmed, Abdelaziz Sanqour – Omar Abdulrahman, Amer Abdulrahman, Khamis Esmaeel, Rashed Eisa (73. Ahmed Ali) – Ahmed Khalil, Ismail Matar (60. Ismail al-Hammadi) Cheftrainer: Mahdi Ali | Martín Campaña – Matías Aguirregaray (46. Nicolás Lodeiro), Emiliano Albín, Ramón Arias, Sebastián Coates, Alexis Rolín – Egidio Arévalo Ríos, Maximiliano Calzada (70. Diego Martín Rodríguez), Gastón Ramírez (81. Jonathan Urretaviscaya) – Edinson Cavani, Luis Suárez Cheftrainer: Óscar Tabárez | Uruguay |
| Vereinigte Arabische Emirate                                             | 1:0 Matar (23.) | 1:1 Ramírez (42.) 1:2 Lodeiro (56.) | Uruguay |
| Vereinigte Arabische Emirate                                             | Ahmed (37.) | Rolín (9.) | Uruguay |
| 26. Juli 2012 um 17:00 Uhr (18:00 Uhr MESZ) in Manchester (Old Trafford) | | |         |
| Zuschauer: 51.745                                                        | | |         |
| Schiedsrichter: Peter O’Leary ( Neuseeland)                              | | |         |

#### Großbritannien – Senegal 1:1 (1:0)
| Großbritannien                                                           | Großbritannien | Senegal | Senegal |
| ------------------------------------------------------------------------ | --- | --- | ------- |
| Vereinigtes Königreich                                                   | \| 26. Juli 2012 um 20:00 Uhr (21:00 Uhr MESZ) in Manchester (Old Trafford) \| \| Zuschauer: 72.176 \| \| Schiedsrichter: Ravshan Ermatov ( Usbekistan) \|                                                                                        | \| 26. Juli 2012 um 20:00 Uhr (21:00 Uhr MESZ) in Manchester (Old Trafford) \| \| Zuschauer: 72.176 \| \| Schiedsrichter: Ravshan Ermatov ( Usbekistan) \|                                                                                             | Senegal |
| Vereinigtes Königreich                                                   | Jack Butland – Ryan Bertrand, Steven Caulker, Micah Richards, Danny Rose, Neil Taylor – Joe Allen (63. Aaron Ramsey), Tom Cleverley, Ryan Giggs – Craig Bellamy (80. Jack Cork), Daniel Sturridge (46. Marvin Sordell) Cheftrainer: Stuart Pearce | Ousmane Mané – Abdoulaye Ba, Saliou Ciss, Papa Gueye, Pape Souaré (88. Kalidou Yéro), Zargo Touré – Sadio Mané, Mohamed Diamé , Idrissa Gueye (42. Cheikhou Kouyaté) – Ibrahima Baldé (65. Magaye Gueye), Moussa Konaté Cheftrainer: Abdoukarime Diouf | Senegal |
| Vereinigtes Königreich                                                   | 1:0 Bellamy (20.) | 1:1 Konaté (82.) | Senegal |
| Vereinigtes Königreich                                                   | Bellamy (47.) | Souaré (36.), S. Mané (45.), Gueye (86.) | Senegal |
| 26. Juli 2012 um 20:00 Uhr (21:00 Uhr MESZ) in Manchester (Old Trafford) | | |         |
| Zuschauer: 72.176                                                        | | |         |
| Schiedsrichter: Ravshan Ermatov ( Usbekistan)                            | | |         |

#### Senegal – Uruguay 2:0 (2:0)
| Senegal                                                                 | Senegal | Uruguay | Uruguay |
| ----------------------------------------------------------------------- | --- | --- | ------- |
| Senegal                                                                 | \| 29. Juli 2012 um 17:00 Uhr (18:00 Uhr MESZ) in London (Wembley-Stadion) \| \| Zuschauer: 75.093 \| \| Schiedsrichter: Felix Brych ( Deutschland) \|                                                                             | \| 29. Juli 2012 um 17:00 Uhr (18:00 Uhr MESZ) in London (Wembley-Stadion) \| \| Zuschauer: 75.093 \| \| Schiedsrichter: Felix Brych ( Deutschland) \| | Uruguay |
| Senegal                                                                 | Ousmane Mané – Abdoulaye Ba, Saliou Ciss, Papa Gueye, Pape Souaré, Zargo Touré – Stéphane Badji (66. Serigne Kara), Mohamed Diamé , Cheikhou Kouyaté – Moussa Konaté (83. Kalidou Yéro), Sadio Mané Cheftrainer: Abdoukarime Diouf | Martín Campaña – Emiliano Albín (72. Jonathan Urretaviscaya), Ramón Arias, Sebastián Coates, Alexis Rolín – Egidio Arévalo Ríos, Maximiliano Calzada (46. Abel Hernández), Nicolás Lodeiro (75. Tabaré Viudez), Gastón Ramírez – Edinson Cavani, Luis Suárez Cheftrainer: Óscar Tabárez | Uruguay |
| Senegal                                                                 | 1:0 Konaté (10.) 2:0 Konaté (37.) | | Uruguay |
| Senegal                                                                 | Ba (27.), Kouyaté (44.), Diamé (46.), Badji (61.) | Ramírez (64.), Albín (68.) | Uruguay |
| Senegal                                                                 | Ba (30.) | | Uruguay |
| 29. Juli 2012 um 17:00 Uhr (18:00 Uhr MESZ) in London (Wembley-Stadion) | | |         |
| Zuschauer: 75.093                                                       | | |         |
| Schiedsrichter: Felix Brych ( Deutschland)                              | | |         |

#### Großbritannien – Vereinigte Arabische Emirate 3:1 (1:0)
| Großbritannien                                                          | Großbritannien | Vereinigte Arabische Emirate | Vereinigte Arabische Emirate |
| ----------------------------------------------------------------------- | --- | --- | ---------------------------- |
| Vereinigtes Königreich                                                  | \| 29. Juli 2012 um 19:45 Uhr (20:45 Uhr MESZ) in London (Wembley-Stadion) \| \| Zuschauer: 85.137 \| \| Schiedsrichter: Roberto García Orozco ( Mexiko) \|                                                                                           | \| 29. Juli 2012 um 19:45 Uhr (20:45 Uhr MESZ) in London (Wembley-Stadion) \| \| Zuschauer: 85.137 \| \| Schiedsrichter: Roberto García Orozco ( Mexiko) \|                                                                                                   | Vereinigte Arabische Emirate |
| Vereinigtes Königreich                                                  | Jack Butland – Steven Caulker, Micah Richards, Neil Taylor, James Tomkins – Joe Allen, Tom Cleverley, Ryan Giggs (72. Scott Sinclair), Aaron Ramsey – Craig Bellamy (83. Jack Cork), Marvin Sordell (46. Daniel Sturridge) Cheftrainer: Stuart Pearce | Ali Khasif – Hamdan al-Kamali, Abdulaziz Hussain (51. Saad Surour), Mohamed Ahmed, Abdelaziz Sanqour – Omar Abdulrahman, Amer Abdulrahman, Khamis Esmaeel (79. Habib Farzan), Rashed Eisa – Ahmed Khalil, Ismail Matar (72. Ahmed Ali) Cheftrainer: Mahdi Ali | Vereinigte Arabische Emirate |
| Vereinigtes Königreich                                                  | 1:0 Giggs (16.) 2:1 Sinclair (73.) 3:1 Sturridge (76.) | 1:1 Eisa (60.) | Vereinigte Arabische Emirate |
| Vereinigtes Königreich                                                  | Esmaeel (63.), O. Abdulrahman (83.) | | Vereinigte Arabische Emirate |
| 29. Juli 2012 um 19:45 Uhr (20:45 Uhr MESZ) in London (Wembley-Stadion) | | |                              |
| Zuschauer: 85.137                                                       | | |                              |
| Schiedsrichter: Roberto García Orozco ( Mexiko)                         | | |                              |

#### Senegal – Vereinigte Arabische Emirate 1:1 (0:1)
| Senegal                                                                             | Senegal | Vereinigte Arabische Emirate | Vereinigte Arabische Emirate |
| ----------------------------------------------------------------------------------- | --- | --- | ---------------------------- |
| Senegal                                                                             | \| 1. August 2012 um 19:45 Uhr (20:45 Uhr MESZ) in Coventry (City of Coventry Stadium) \| \| Ergebnis: 1:1 (0:1) \| \| Zuschauer: 28.652 \| \| Schiedsrichter: Svein Oddvar Moen ( Norwegen) \|                                                              | \| 1. August 2012 um 19:45 Uhr (20:45 Uhr MESZ) in Coventry (City of Coventry Stadium) \| \| Ergebnis: 1:1 (0:1) \| \| Zuschauer: 28.652 \| \| Schiedsrichter: Svein Oddvar Moen ( Norwegen) \|                                                                     | Vereinigte Arabische Emirate |
| Senegal                                                                             | Ousmane Mané – Papa Gueye, Serigne Kara, Pape Souaré, Zargo Touré – Stéphane Badji, Mohamed Diamé , Cheikhou Kouyaté – Magaye Gueye (46. Ibrahima Baldé), Moussa Konaté (90.+1' Ibrahima Seck), Sadio Mané (83. Kalidou Yéro) Cheftrainer: Abdoukarime Diouf | Khalid Eisa – Mohamed Ahmed, Hamdan al-Kamali, Abdelaziz Sanqour, Mohamed Fawzi – Amer Abdulrahman, Khamis Esmaeel, Omar Abdulrahman, Rashed Eisa (65. Ali Mabkhout) – Ismail Matar (89. Habib Farzan), Ahmed Khalil (60. Ismail al-Hammadi) Cheftrainer: Mahdi Ali | Vereinigte Arabische Emirate |
| Senegal                                                                             | 1:1 Konaté (49.) | 0:1 Matar (21.) | Vereinigte Arabische Emirate |
| Senegal                                                                             | O. Abdulrahman (74.) | | Vereinigte Arabische Emirate |
| 1. August 2012 um 19:45 Uhr (20:45 Uhr MESZ) in Coventry (City of Coventry Stadium) | | |                              |
| Ergebnis: 1:1 (0:1)                                                                 | | |                              |
| Zuschauer: 28.652                                                                   | | |                              |
| Schiedsrichter: Svein Oddvar Moen ( Norwegen)                                       | | |                              |

#### Großbritannien – Uruguay 1:0 (1:0)
| Großbritannien                                                               | Großbritannien | Uruguay | Uruguay |
| ---------------------------------------------------------------------------- | --- | --- | ------- |
| Vereinigtes Königreich                                                       | \| 1. August 2012 um 19:45 Uhr (20:45 Uhr MESZ) in Cardiff (Millennium Stadium) \| \| Zuschauer: 70.438 \| \| Schiedsrichter: Yuichi Nishimura ( Japan) \|                                                                                               | \| 1. August 2012 um 19:45 Uhr (20:45 Uhr MESZ) in Cardiff (Millennium Stadium) \| \| Zuschauer: 70.438 \| \| Schiedsrichter: Yuichi Nishimura ( Japan) \|                                                                                    | Uruguay |
| Vereinigtes Königreich                                                       | Jack Butland – Ryan Bertrand, Steven Caulker, Micah Richards, Neil Taylor – Joe Allen, Tom Cleverley, Aaron Ramsey – Scott Sinclair (90.+1' Jack Cork), Craig Bellamy (78. Danny Rose), Daniel Sturridge (90.+6 Craig Dawson) Cheftrainer: Stuart Pearce | Martín Campaña – Ramón Arias, Sebastián Coates, Alexis Rolín, Matías Aguirregaray – Gastón Ramírez, Diego Martín Rodríguez, Egidio Arévalo Ríos – Tabaré Viudez (58. Nicolás Lodeiro), Edinson Cavani, Luis Suárez Cheftrainer: Óscar Tabárez | Uruguay |
| Vereinigtes Königreich                                                       | 1:0 Sturridge (45.+1') | | Uruguay |
| Vereinigtes Königreich                                                       | Taylor (21.), Ramsey (90.+2') | Ramírez (39.), Coates (51.), Suárez (74.), Arias (83.), Lodeiro (83.) | Uruguay |
| 1. August 2012 um 19:45 Uhr (20:45 Uhr MESZ) in Cardiff (Millennium Stadium) | | |         |
| Zuschauer: 70.438                                                            | | |         |
| Schiedsrichter: Yuichi Nishimura ( Japan)                                    | | |         |

### Gruppe B

#### Mexiko – Südkorea 0:0
| Mexiko                                                                     | Mexiko | Südkorea | Südkorea |
| -------------------------------------------------------------------------- | --- | --- | -------- |
| Mexiko                                                                     | \| 26. Juli 2012 um 14:30 Uhr (15:30 Uhr MESZ) in Newcastle (St. James’ Park) \| \| Zuschauer: 15.748 \| \| Schiedsrichter: Slim Jedidi ( Tunesien) \| | \| 26. Juli 2012 um 14:30 Uhr (15:30 Uhr MESZ) in Newcastle (St. James’ Park) \| \| Zuschauer: 15.748 \| \| Schiedsrichter: Slim Jedidi ( Tunesien) \|                                                                                  | Südkorea |
| Mexiko                                                                     | Jesús Corona – Dárvin Chávez, Hiram Mier, Diego Reyes, Carlos Salcido, Néstor Vidrio – Javier Aquino, Miguel Ponce, Héctor Herrera (71. Jorge Enríquez) – Marco Fabián (85. Raúl Jiménez), Oribe Peralta (66. Giovani dos Santos) Cheftrainer: Luis Fernando Tena | Jung Sung-ryong – Hwang Seok-ho, Kim Young-gwon, Yun Suk-young, Kim Chang-soo – Ki Sung-yong, Kim Bo-kyung, Nam Tae-hee (87. Ji Dong-won), Koo Ja-cheol , Park Jong-woo – Park Ju-yeong (76. Baek Sung-dong) Cheftrainer: Hong Myung-bo | Südkorea |
| Mexiko                                                                     | Herrera (59.) | | Südkorea |
| 26. Juli 2012 um 14:30 Uhr (15:30 Uhr MESZ) in Newcastle (St. James’ Park) | | |          |
| Zuschauer: 15.748                                                          | | |          |
| Schiedsrichter: Slim Jedidi ( Tunesien)                                    | | |          |

#### Gabun – Schweiz 1:1 (1:1)
| Gabun                                                                      | Gabun | Schweiz | Schweiz |
| -------------------------------------------------------------------------- | --- | --- | ------- |
| Gabun                                                                      | \| 26. Juli 2012 um 17:15 Uhr (18:15 Uhr MESZ) in Newcastle (St. James’ Park) \| \| Zuschauer: 15.748 \| \| Schiedsrichter: Wilmar Roldán ( Kolumbien) \|                                                                                       | \| 26. Juli 2012 um 17:15 Uhr (18:15 Uhr MESZ) in Newcastle (St. James’ Park) \| \| Zuschauer: 15.748 \| \| Schiedsrichter: Wilmar Roldán ( Kolumbien) \|                                                    | Schweiz |
| Gabun                                                                      | Didier Ovono – Alexander N’Doumbou, Franck Engonga, Henri Junior Ndong, Muller Dinda – Jerry Obiang, Cédric Boussoughou, Merlin Tandjigora, Lévy Madinda – Pierre-Emerick Aubameyang, Allen Nono (74. Axel Méyé) Cheftrainer: Claude Mbourounot | Diego Benaglio – Michel Morganella, Fabian Schär, Timm Klose, Ricardo Rodríguez – Fabian Frei, Oliver Buff, Xavier Hochstrasser – Steven Zuber, Admir Mehmedi, Innocent Emeghara Cheftrainer: Pierluigi Tami | Schweiz |
| Gabun                                                                      | 1:1 Aubameyang (45.) | 1:0 Mehmedi (5., Foulelfmeter) | Schweiz |
| Gabun                                                                      | Nono (18.), Tandjigora (49.) | Klose (14.) | Schweiz |
| Gabun                                                                      | Buff (78.) | | Schweiz |
| 26. Juli 2012 um 17:15 Uhr (18:15 Uhr MESZ) in Newcastle (St. James’ Park) | | |         |
| Zuschauer: 15.748                                                          | | |         |
| Schiedsrichter: Wilmar Roldán ( Kolumbien)                                 | | |         |

#### Mexiko – Gabun 2:0 (0:0)
| Mexiko                                                                             | Mexiko | Gabun | Gabun |
| ---------------------------------------------------------------------------------- | --- | --- | ----- |
| Mexiko                                                                             | \| 29. Juli 2012 um 14:30 Uhr (15:30 Uhr MESZ) in Coventry (City of Coventry Stadium) \| \| Zuschauer: 28.171 \| \| Schiedsrichter: Ben Williams ( Australien) \|                                                                                                  | \| 29. Juli 2012 um 14:30 Uhr (15:30 Uhr MESZ) in Coventry (City of Coventry Stadium) \| \| Zuschauer: 28.171 \| \| Schiedsrichter: Ben Williams ( Australien) \| | Gabun |
| Mexiko                                                                             | Jesús Corona – Dárvin Chávez, Hiram Mier, Diego Reyes, Carlos Salcido, Néstor Vidrio (46. Giovani dos Santos) – Javier Aquino, Miguel Ponce, Héctor Herrera (48. Jorge Enríquez) – Marco Fabián (76. Javier Cortés), Oribe Peralta Cheftrainer: Luis Fernando Tena | Didier Ovono – Muller Dinda (85. Stevy Nzambe), Alexander N’Doumbou (70. Allen Nono), Franck Engonga, Henri Junior Ndong – Merlin Tandjigora, Cédric Boussoughou, Lévy Madinda, Jerry Obiang (83. Samson Mbingui) – Axel Méyé, Pierre-Emerick Aubameyang Cheftrainer: Claude Mbourounot | Gabun |
| Mexiko                                                                             | 1:0 dos Santos (63.) 2:0 dos Santos (90.+2', Foulelfmeter) | | Gabun |
| Mexiko                                                                             | Reyes (41.) | Dinda (43.) | Gabun |
| Mexiko                                                                             | Ndong (90.+1') | | Gabun |
| 29. Juli 2012 um 14:30 Uhr (15:30 Uhr MESZ) in Coventry (City of Coventry Stadium) | | |       |
| Zuschauer: 28.171                                                                  | | |       |
| Schiedsrichter: Ben Williams ( Australien)                                         | | |       |

#### Südkorea – Schweiz 2:1 (0:0)
| Südkorea                                                                           | Südkorea | Schweiz | Schweiz |
| ---------------------------------------------------------------------------------- | --- | --- | ------- |
| Südkorea                                                                           | \| 29. Juli 2012 um 17:15 Uhr (18:15 Uhr MESZ) in Coventry (City of Coventry Stadium) \| \| Zuschauer: 30.114 \| \| Schiedsrichter: Raúl Orosco ( Bolivien) \|                                                                          | \| 29. Juli 2012 um 17:15 Uhr (18:15 Uhr MESZ) in Coventry (City of Coventry Stadium) \| \| Zuschauer: 30.114 \| \| Schiedsrichter: Raúl Orosco ( Bolivien) \|                                                                             | Schweiz |
| Südkorea                                                                           | Jung Sung-ryong – Yun Suk-young, Kim Young-gwon, Hwang Seok-ho, Kim Chang-soo – Ki Sung-yong, Kim Bo-kyung, Nam Tae-hee (61. Baek Sung-dong), Koo Ja-cheol , Park Jong-woo – Park Ju-yeong (73. Ji Dong-won) Cheftrainer: Hong Myung-bo | Diego Benaglio – Michel Morganella, Fabian Schär, Timm Klose, Ricardo Rodríguez – Amir Abrashi, Pajtim Kasami (85. Alain Wiss), Fabian Frei – Steven Zuber (71. Josip Drmić), Admir Mehmedi, Innovent Emeghara Cheftrainer: Pierluigi Tami | Schweiz |
| Südkorea                                                                           | 1:0 Park Chun-young (57.) 2:1 Kim Bo-kyung (64.) | 1:1 Emeghara (60.) | Schweiz |
| Südkorea                                                                           | Park Jong-woo (68.), Park Chu-young (71.) | Kasami (1.), Morganella (66.), Emeghara (88.), Drmić (90.+2') | Schweiz |
| 29. Juli 2012 um 17:15 Uhr (18:15 Uhr MESZ) in Coventry (City of Coventry Stadium) | | |         |
| Zuschauer: 30.114                                                                  | | |         |
| Schiedsrichter: Raúl Orosco ( Bolivien)                                            | | |         |

#### Mexiko – Schweiz 2:1 (0:0)
| Mexiko                                                                       | Mexiko | Schweiz | Schweiz |
| ---------------------------------------------------------------------------- | --- | --- | ------- |
| Mexiko                                                                       | \| 1. August 2012 um 17:00 Uhr (18:00 Uhr MESZ) in Cardiff (Millennium Stadium) \| \| Zuschauer: 50.000 \| \| Schiedsrichter: Ravshan Ermatov ( Usbekistan) \| | \| 1. August 2012 um 17:00 Uhr (18:00 Uhr MESZ) in Cardiff (Millennium Stadium) \| \| Zuschauer: 50.000 \| \| Schiedsrichter: Ravshan Ermatov ( Usbekistan) \| | Schweiz |
| Mexiko                                                                       | Jesús Corona – Dárvin Chávez, Hiram Mier, Diego Reyes, Carlos Salcido, Néstor Vidrio (84. Israel Jiménez) – Javier Aquino, Jorge Enríquez – Marco Fabián (79. Miguel Ponce), Oribe Peralta, Giovani dos Santos (84. Raúl Jiménez) Cheftrainer: Luis Fernando Tena | Diego Benaglio – Fabio Daprelà, François Affolter, Timm Klose, Ricardo Rodríguez – Amir Abrashi (76. Alain Wiss), Pajtim Kasami (85. Xavier Hochstrasser), Fabian Frei – Steven Zuber (61. Josip Drmić), Admir Mehmedi, Innovent Emeghara Cheftrainer: Pierluigi Tami | Schweiz |
| Mexiko                                                                       | 1:0 Peralta (69.) | | Schweiz |
| Mexiko                                                                       | Daprelà (39.), Affolter (45.+1'), Hochstrasser (87.) | | Schweiz |
| 1. August 2012 um 17:00 Uhr (18:00 Uhr MESZ) in Cardiff (Millennium Stadium) | | |         |
| Zuschauer: 50.000                                                            | | |         |
| Schiedsrichter: Ravshan Ermatov ( Usbekistan)                                | | |         |

#### Südkorea – Gabun 0:0
| Südkorea                                                                 | Südkorea | Gabun | Gabun |
| ------------------------------------------------------------------------ | --- | --- | ----- |
| Südkorea                                                                 | \| 1. August 2012 um 17:00 Uhr (18:00 Uhr MESZ) in London (Wembley-Stadion) \| \| Zuschauer: 76.927 \| \| Schiedsrichter: Pavel Královec ( Tschechien) \|                                                                                                   | \| 1. August 2012 um 17:00 Uhr (18:00 Uhr MESZ) in London (Wembley-Stadion) \| \| Zuschauer: 76.927 \| \| Schiedsrichter: Pavel Královec ( Tschechien) \| | Gabun |
| Südkorea                                                                 | Jung Sung-ryong – Yun Suk-young, Kim Young-gwon, Hwang Seok-ho, Kim Chang-soo – Ki Sung-yong, Kim Bo-kyung (61. Ji Dong-won), Baek Sung-dong, Koo Ja-cheol , Park Jong-woo (46. Nam Tae-hee) – Park Ju-yeong (80. Kim Hyun-sung) Cheftrainer: Hong Myung-bo | Didier Ovono – Muller Dinda, Stevy Nzambe, Emmanuel Ndong – Merlin Tandjigora (10. Alexander N’Doumbou), Cédric Boussoughou, Franck Engonga, Lévy Madinda (66. Samson Mbingui), Jerry Obiang – Pierre-Emerick Aubameyang, Axel Méyé (76. Allen Nono) Cheftrainer: Claude Mbourounot | Gabun |
| Südkorea                                                                 | Jung (82.) | N’Doumbou (61.) | Gabun |
| 1. August 2012 um 17:00 Uhr (18:00 Uhr MESZ) in London (Wembley-Stadion) | | |       |
| Zuschauer: 76.927                                                        | | |       |
| Schiedsrichter: Pavel Královec ( Tschechien)                             | | |       |

### Gruppe C

#### Belarus – Neuseeland 1:0 (1:0)
| Belarus                                                                            | Belarus | Neuseeland | Neuseeland |
| ---------------------------------------------------------------------------------- | --- | --- | ---------- |
| Belarus                                                                            | \| 26. Juli 2012 um 19:45 Uhr (20:45 Uhr MESZ) in Coventry (City of Coventry Stadium) \| \| Zuschauer: 14.457 \| \| Schiedsrichter: Bakary Gassama ( Gambia) \| | \| 26. Juli 2012 um 19:45 Uhr (20:45 Uhr MESZ) in Coventry (City of Coventry Stadium) \| \| Zuschauer: 14.457 \| \| Schiedsrichter: Bakary Gassama ( Gambia) \|                                             | Neuseeland |
| Belarus                                                                            | Aljaksandar Hutar – Michail Hardsjajtschuk, Ihar Kusmjanok, Sjarhej Palizewitsch, Dsjanis Paljakou – Dsmitryj Baha, Stanislau Drahun , Aljaksej Kaslou, Arzjom Salawej (51. Illja Aleksijewitsch) – Sjarhej Karnilenka (90. Jahor Subowitsch), Renan Bressan (80. Andrej Warankou) Cheftrainer: Heorhij Kandrazjeu | Michael O’Keeffe – Adam Thomas (77. Adam McGeorge), Ryan Nelsen , Tommy Smith, Ian Hogg – Michael McGlinchey, Marco Rojas, Kosta Barbarouses – Tim Payne, Chris Wood, Shane Smeltz Cheftrainer: Neil Emblen | Neuseeland |
| Belarus                                                                            | 1:0 Baha (45.+1') | | Neuseeland |
| Belarus                                                                            | Palizewitsch (51.) | Smith (1.), Barbarouses (60.) | Neuseeland |
| 26. Juli 2012 um 19:45 Uhr (20:45 Uhr MESZ) in Coventry (City of Coventry Stadium) | | |            |
| Zuschauer: 14.457                                                                  | | |            |
| Schiedsrichter: Bakary Gassama ( Gambia)                                           | | |            |

#### Brasilien – Ägypten 3:2 (3:0)
| Brasilien                                                                   | Brasilien | Ägypten | Ägypten |
| --------------------------------------------------------------------------- | --- | --- | ------- |
| Brasilien                                                                   | \| 26. Juli 2012 um 19:45 Uhr (20:45 Uhr MESZ) in Cardiff (Millennium Stadium) \| \| Zuschauer: 26.812 \| \| Schiedsrichter: Gianluca Rocchi ( Italien) \|                        | \| 26. Juli 2012 um 19:45 Uhr (20:45 Uhr MESZ) in Cardiff (Millennium Stadium) \| \| Zuschauer: 26.812 \| \| Schiedsrichter: Gianluca Rocchi ( Italien) \|                                                                                               | Ägypten |
| Brasilien                                                                   | Neto – Marcelo, Rafael, Thiago Silva , Juan Jesus – Sandro (78. Danilo), Rômulo – Neymar, Oscar – Leandro Damião (77. Alexandre Pato), Hulk (72. Ganso) Cheftrainer: Mano Menezes | Ahmed El-Shenawy – Mahmoud Alaa, Islam Ramadan, Ahmed Hegazy, Ahmed Fathy – Mohamed Elneny (89. Ahmed Magdy), Mohamed Abo Treka , Saleh Gomaa (74. Shehab Ahmed), Hossam Hassan – Emad Moteab, Marwan Mohsen (46. Mohamed Salah) Cheftrainer: Hany Ramzy | Ägypten |
| Brasilien                                                                   | 1:0 Rafael (16.) 2:0 Damião (26.) 3:0 Neymar (30.) | 3:1 Abo Treka (52.) 3:2 Salah (76.) | Ägypten |
| Brasilien                                                                   | Hulk (60.) | Gomaa (33.), Alaa (71.), Ramadan (87.) | Ägypten |
| 26. Juli 2012 um 19:45 Uhr (20:45 Uhr MESZ) in Cardiff (Millennium Stadium) | | |         |
| Zuschauer: 26.812                                                           | | |         |
| Schiedsrichter: Gianluca Rocchi ( Italien)                                  | | |         |

#### Ägypten – Neuseeland 1:1 (1:1)
| Ägypten                                                                  | Ägypten | Neuseeland | Neuseeland |
| ------------------------------------------------------------------------ | --- | --- | ---------- |
| Ägypten                                                                  | \| 29. Juli 2012 um 12:00 Uhr (13:00 Uhr MESZ) in Manchester (Old Trafford) \| \| Zuschauer: 50.050 \| \| Schiedsrichter: Mark Clattenburg ( Vereinigtes Königreich) \|                                                                                 | \| 29. Juli 2012 um 12:00 Uhr (13:00 Uhr MESZ) in Manchester (Old Trafford) \| \| Zuschauer: 50.050 \| \| Schiedsrichter: Mark Clattenburg ( Vereinigtes Königreich) \|                                                                              | Neuseeland |
| Ägypten                                                                  | Ahmed El-Shenawy – Mahmoud Alaa, Islam Ramadan, Ahmed Hegazy, Ahmed Fathy – Mohamed Elneny (68. Ahmed Magdy), Mohamed Abo Treka (88. Marwan Mohsen), Saleh Gomaa (88. Shehab Ahmed), Hossam Hassan – Emad Moteab, Mohamed Salah Cheftrainer: Hany Ramzy | Michael O’Keeffe – Adam Thomas (89. Alex Feneridis), Ryan Nelsen , Tommy Smith, Ian Hogg (63. James Musa) – Michael McGlinchey, Marco Rojas (84. Cameron Howieson), Kosta Barbarouses – Tim Payne, Chris Wood, Shane Smeltz Cheftrainer: Neil Emblen | Neuseeland |
| Ägypten                                                                  | 1:1 Salah (40.) | 0:1 Wood (17.) | Neuseeland |
| Ägypten                                                                  | Alaa (60.) | Smeltz (81.) | Neuseeland |
| 29. Juli 2012 um 12:00 Uhr (13:00 Uhr MESZ) in Manchester (Old Trafford) | | |            |
| Zuschauer: 50.050                                                        | | |            |
| Schiedsrichter: Mark Clattenburg ( Vereinigtes Königreich)               | | |            |

#### Brasilien – Belarus 3:1 (1:1)
| Brasilien                                                                | Brasilien | Belarus | Belarus |
| ------------------------------------------------------------------------ | --- | --- | ------- |
| Brasilien                                                                | \| 29. Juli 2012 um 15:00 Uhr (16:00 Uhr MESZ) in Manchester (Old Trafford) \| \| Zuschauer: 66.212 \| \| Schiedsrichter: Yūichi Nishimura ( Japan) \|                         | \| 29. Juli 2012 um 15:00 Uhr (16:00 Uhr MESZ) in Manchester (Old Trafford) \| \| Zuschauer: 66.212 \| \| Schiedsrichter: Yūichi Nishimura ( Japan) \| | Belarus |
| Brasilien                                                                | Neto – Marcelo, Rafael, Thiago Silva , Juan Jesus – Sandro (64. Ganso), Rômulo – Neymar, Oscar – Alexandre Pato (85. Lucas Moura), Hulk (86. Danilo) Cheftrainer: Mano Menezes | Aljaksandar Hutar – Michail Hardsjajtschuk, Ihar Kusmjanok, Sjarhej Palizewitsch, Dsjanis Paljakou – Dsmitryj Baha, Stanislau Drahun (80. Aljaksej Haurylowitsch), Aljaksej Kaslou, Illja Aleksijewitsch (70. Andrej Warankou) – Sjarhej Karnilenka (78. Jahor Subowitsch), Renan Bressan Cheftrainer: Heorhij Kandrazjeu | Belarus |
| Brasilien                                                                | 1:1 Pato (15.) 2:1 Neymar (65.) 3:1 Oscar (90.+3) | 1:0 Bressan (8.) | Belarus |
| Brasilien                                                                | Kaslou (14.), Drahun (80.) | | Belarus |
| 29. Juli 2012 um 15:00 Uhr (16:00 Uhr MESZ) in Manchester (Old Trafford) | | |         |
| Zuschauer: 66.212                                                        | | |         |
| Schiedsrichter: Yūichi Nishimura ( Japan)                                | | |         |

#### Brasilien – Neuseeland 3:0 (2:0)
| Brasilien                                                                   | Brasilien | Neuseeland | Neuseeland |
| --------------------------------------------------------------------------- | --- | --- | ---------- |
| Brasilien                                                                   | \| 1. August 2012 um 14:30 Uhr (15:30 Uhr MESZ) in Newcastle (St. James’ Park) \| \| Zuschauer: 25.201 \| \| Schiedsrichter: Bakary Gassama ( Gambia) \|                                         | \| 1. August 2012 um 14:30 Uhr (15:30 Uhr MESZ) in Newcastle (St. James’ Park) \| \| Zuschauer: 25.201 \| \| Schiedsrichter: Bakary Gassama ( Gambia) \|                                                                                          | Neuseeland |
| Brasilien                                                                   | Gabriel – Rafael, Thiago Silva , Juan Jesus, Marcelo – Danilo, Sandro (82. Rômulo), Alex Sandro – Lucas Moura, Leandro Damião (80. Oscar), Neymar (76. Alexandre Pato) Cheftrainer: Mano Menezes | Michael O’Keeffe – Tommy Smith, Ryan Nelsen , Ian Hogg, Adam Thomas (46. Tim Myers) – Kosta Barbarouses (46. Cameron Howieson), Michael McGlinchey, Tim Payne – Marco Rojas (82. Dakota Lucas), Shane Smeltz, Chris Wood Cheftrainer: Neil Emblen | Neuseeland |
| Brasilien                                                                   | 1:0 Danilo (23.) 2:0 Damião (29.) 3:0 Sandro (52.) | | Neuseeland |
| Brasilien                                                                   | Myers (51.), Hogg (55.) | | Neuseeland |
| Brasilien                                                                   | Sandro (76.) | | Neuseeland |
| 1. August 2012 um 14:30 Uhr (15:30 Uhr MESZ) in Newcastle (St. James’ Park) | | |            |
| Zuschauer: 25.201                                                           | | |            |
| Schiedsrichter: Bakary Gassama ( Gambia)                                    | | |            |

#### Ägypten – Belarus 3:1 (0:0)
| Ägypten                                                                | Ägypten | Belarus | Belarus |
| ---------------------------------------------------------------------- | --- | --- | ------- |
| Ägypten                                                                | \| 1. August 2012 um 14:30 Uhr (15:30 Uhr MESZ) in Glasgow (Hampden Park) \| \| Zuschauer: 8.732 \| \| Schiedsrichter: Roberto García Orozco ( Mexiko) \|                                                                                             | \| 1. August 2012 um 14:30 Uhr (15:30 Uhr MESZ) in Glasgow (Hampden Park) \| \| Zuschauer: 8.732 \| \| Schiedsrichter: Roberto García Orozco ( Mexiko) \| | Belarus |
| Ägypten                                                                | Ahmed El-Shenawy – Saad Samir, Islam Ramadan, Ahmed Fathy (69. Omar Gaber), Ahmed Hegazy – Mohamed Elneny, Hossam Hassan, Shehab Ahmed (46. Marwan Mohsen) – Mohamed Abo Treka , Emad Moteab (77. Saleh Gomaa), Mohamed Salah Cheftrainer: Hany Ramzy | Aljaksandar Hutar – Dsjanis Paljakou, Aljaksej Kaslou (69. Andrej Warankou), Sjarhej Palizewitsch, Ihar Kusmjanok – Michail Hardsjajtschuk (60. Arzjom Salawej), Illja Aleksijewitsch, Renan Bressan (75. Maksim Skawysch), Dsmitryj Baha, Stanislau Drahun – Sjarhej Karnilenka Cheftrainer: Heorhij Kandrazjeu | Belarus |
| Ägypten                                                                | 1:0 Salah (56.) 2:0 Mohsen (73.) 3:0 Abo Treka (79.) | 3:1 Warankou (87.) | Belarus |
| Ägypten                                                                | Karnilenka (90.+2') | | Belarus |
| 1. August 2012 um 14:30 Uhr (15:30 Uhr MESZ) in Glasgow (Hampden Park) | | |         |
| Zuschauer: 8.732                                                       | | |         |
| Schiedsrichter: Roberto García Orozco ( Mexiko)                        | | |         |

### Gruppe D

#### Honduras – Marokko 2:2 (0:1)
| Honduras                                                              | Honduras | Marokko | Marokko |
| --------------------------------------------------------------------- | --- | --- | ------- |
| Honduras                                                              | \| 26. Juli 2012 um 12:00 Uhr (13:00 Uhr MESZ) in Glasgow (Hampden Park) \| \| Zuschauer: 23.421 \| \| Schiedsrichter: Pavel Královec ( Tschechien) \| | \| 26. Juli 2012 um 12:00 Uhr (13:00 Uhr MESZ) in Glasgow (Hampden Park) \| \| Zuschauer: 23.421 \| \| Schiedsrichter: Pavel Královec ( Tschechien) \| | Marokko |
| Honduras                                                              | José Mendoza – Maynor Figueroa, José Velásquez, Johnny Leverón – Arnold Peralta, Mario Martínez (88. Orlin Peralta), Alfredo Mejía, Alexander López (57. Eddie Hernández), Andy Najar, Róger Espinoza – Jerry Bengtson (79. Anthony Lozano) Cheftrainer: Luis Fernando Suárez ( Kolumbien) | Mohamed Amsif – Mohamed Abarhoun, Abdelhamid El Kaoutari, Zakarya Bergdich, Yassine Jebbour – Driss Fettouhi , Abdelaziz Barrada (89. Imad Najah), Houssine Kharja – Zakaria Labyad, Nordin Amrabat (90. Omar El Kaddouri), Soufiane Bidaoui (75. Abdelatif Noussir) Cheftrainer: Pim Verbeek | Marokko |
| Honduras                                                              | 1:1 Bengtson (56.) 2:1 Bengtson (65. Foulelfmeter) | 0:1 Barrada (39.) 2:2 Labyad (67.) | Marokko |
| Honduras                                                              | Velásquez (32.), Espinoza (87.), A. Peralta (90.+3) | Bidaoui (51.), Kharja (54.) | Marokko |
| Honduras                                                              | Bergdich (72.) | | Marokko |
| 26. Juli 2012 um 12:00 Uhr (13:00 Uhr MESZ) in Glasgow (Hampden Park) | | |         |
| Zuschauer: 23.421                                                     | | |         |
| Schiedsrichter: Pavel Královec ( Tschechien)                          | | |         |

#### Spanien – Japan 0:1 (0:1)
| Spanien                                                               | Spanien | Japan | Japan |
| --------------------------------------------------------------------- | --- | --- | ----- |
| Spanien                                                               | \| 26. Juli 2012 um 14:45 Uhr (15:45 Uhr MESZ) in Glasgow (Hampden Park) \| \| Zuschauer: 37.726 \| \| Schiedsrichter: Mark Geiger ( Vereinigte Staaten) \|         | \| 26. Juli 2012 um 14:45 Uhr (15:45 Uhr MESZ) in Glasgow (Hampden Park) \| \| Zuschauer: 37.726 \| \| Schiedsrichter: Mark Geiger ( Vereinigte Staaten) \| | Japan |
| Spanien                                                               | David de Gea – Álvaro Domínguez, Jordi Alba, Martín Montoya – Javi Martínez , Iñigo Martínez, Koke, Isco – Adrián López, Rodrigo, Juan Mata Cheftrainer: Luis Milla | Shūichi Gonda – Yūhei Tokunaga, Daisuke Suzuki, Maya Yoshida , Hiroki Sakai (64. Gōtoku Sakai) – Hotaru Yamaguchi, Takahiro Ōgihara (86. Kazuya Yamamura) – Yūki Ōtsu (46. Manabu Saitō), Keigo Higashi, Hiroshi Kiyotake – Kensuke Nagai Cheftrainer: Takashi Sekizuka | Japan |
| Spanien                                                               | 0:1 Ōtsu (34.) | | Japan |
| Spanien                                                               | Alba (40.), Domínguez (89.) | Saitō (61.) | Japan |
| Spanien                                                               | I. Martínez (41.) | | Japan |
| 26. Juli 2012 um 14:45 Uhr (15:45 Uhr MESZ) in Glasgow (Hampden Park) | | |       |
| Zuschauer: 37.726                                                     | | |       |
| Schiedsrichter: Mark Geiger ( Vereinigte Staaten)                     | | |       |

#### Japan – Marokko 1:0 (0:0)
| Japan                                                                      | Japan | Marokko | Marokko |
| -------------------------------------------------------------------------- | --- | --- | ------- |
| Japan                                                                      | \| 29. Juli 2012 um 17:00 Uhr (18:00 Uhr MESZ) in Newcastle (St. James’ Park) \| \| Zuschauer: 24.936 \| \| Schiedsrichter: Svein Oddvar Moen ( Norwegen) \|                                                                                         | \| 29. Juli 2012 um 17:00 Uhr (18:00 Uhr MESZ) in Newcastle (St. James’ Park) \| \| Zuschauer: 24.936 \| \| Schiedsrichter: Svein Oddvar Moen ( Norwegen) \| | Marokko |
| Japan                                                                      | Shūichi Gonda – Yūhei Tokunaga, Daisuke Suzuki, Maya Yoshida , Gōtoku Sakai – Hotaru Yamaguchi, Takahiro Ōgihara – Yūki Ōtsu (78. Manabu Saitō), Keigo Higashi, Hiroshi Kiyotake (90. Ken’yū Sugimoto) – Kensuke Nagai Cheftrainer: Takashi Sekizuka | Mohamed Amsif – Abdelatif Noussir, Abdelhamid El Kaoutari, Zakarya Bergdich, Yassine Jebbour – Driss Fettouhi (88. Soufian El Hassnaoui), Abdelaziz Barrada, Houssine Kharja – Zakaria Labyad, Nordin Amrabat (72. Imad Najah), Soufiane Bidaoui (74. Omar El Kaddouri) Cheftrainer: Pim Verbeek | Marokko |
| Japan                                                                      | 1:0 Nagai (84.) | | Marokko |
| Japan                                                                      | Fettouhi (29.), Noussir (90.+1') | | Marokko |
| 29. Juli 2012 um 17:00 Uhr (18:00 Uhr MESZ) in Newcastle (St. James’ Park) | | |         |
| Zuschauer: 24.936                                                          | | |         |
| Schiedsrichter: Svein Oddvar Moen ( Norwegen)                              | | |         |

#### Spanien – Honduras 0:1 (0:1)
| Spanien                                                                    | Spanien | Honduras | Honduras |
| -------------------------------------------------------------------------- | --- | --- | -------- |
| Spanien                                                                    | \| 29. Juli 2012 um 19:45 Uhr (20:45 Uhr MESZ) in Newcastle (St. James’ Park) \| \| Zuschauer: 26.523 \| \| Schiedsrichter: Juan Soto ( Venezuela) \|                                                                         | \| 29. Juli 2012 um 19:45 Uhr (20:45 Uhr MESZ) in Newcastle (St. James’ Park) \| \| Zuschauer: 26.523 \| \| Schiedsrichter: Juan Soto ( Venezuela) \| | Honduras |
| Spanien                                                                    | David de Gea – Álvaro Domínguez, Jordi Alba, Martín Montoya, Alberto Botía – Javi Martínez (83. Cristian Tello), Iker Muniain, Koke (46. Ander Herrera), Isco (66. Rodrigo) – Adrián López, Juan Mata Cheftrainer: Luis Milla | José Mendoza – Wilmer Crisanto, Maynor Figueroa, José Velásquez, Johnny Leverón – Arnold Peralta, Mario Martínez, Andy Najar (57. Alfredo Mejía), Róger Espinoza (72. Orlin Peralta), Luis Garrido – Jerry Bengtson (81. Anthony Lozano) Cheftrainer: Luis Fernando Suárez ( Kolumbien) | Honduras |
| Spanien                                                                    | 0:1 Bengtson (7.) | | Honduras |
| Spanien                                                                    | J. Martínez (31.), Montoya (39.), Tello (46.), Muniain (78.), Mata (89.), Botía (90.) | Espinoza (5.), A. Peralta (24.), Mendoza (45.+2'), Garrido (59.), Leverón (78.), Mejía (89.) | Honduras |
| 29. Juli 2012 um 19:45 Uhr (20:45 Uhr MESZ) in Newcastle (St. James’ Park) | | |          |
| Zuschauer: 26.523                                                          | | |          |
| Schiedsrichter: Juan Soto ( Venezuela)                                     | | |          |

#### Japan – Honduras 0:0
| Japan                                                                               | Japan | Honduras | Honduras |
| ----------------------------------------------------------------------------------- | --- | --- | -------- |
| Japan                                                                               | \| 1. August 2012 um 17:00 Uhr (18:00 Uhr MESZ) in Coventry (City of Coventry Stadium) \| \| Zuschauer: 25.862 \| \| Schiedsrichter: Slim Jedidi ( Tunesien) \| | \| 1. August 2012 um 17:00 Uhr (18:00 Uhr MESZ) in Coventry (City of Coventry Stadium) \| \| Zuschauer: 25.862 \| \| Schiedsrichter: Slim Jedidi ( Tunesien) \| | Honduras |
| Japan                                                                               | Shūichi Gonda – Taisuke Muramatsu, Daisuke Suzuki, Maya Yoshida , Gōtoku Sakai – Hotaru Yamaguchi, Kazuya Yamamura, Takashi Usami – Yūki Ōtsu (87. Keigo Higashi), Manabu Saitō (81. Kensuke Nagai), Ken’yū Sugimoto (67. Hiroshi Kiyotake) Cheftrainer: Takashi Sekizuka | José Mendoza – Wilmer Crisanto, Maynor Figueroa, José Velásquez, Johnny Leverón – Mario Martínez, Alfredo Mejía, Andy Najar (60. Alexander López), Luis Garrido – Anthony Lozano, Jerry Bengtson (77. Orlin Peralta) Cheftrainer: Luis Fernando Suárez ( Kolumbien) | Honduras |
| Japan                                                                               | Najar (51.), Crisanto (80.) | | Honduras |
| 1. August 2012 um 17:00 Uhr (18:00 Uhr MESZ) in Coventry (City of Coventry Stadium) | | |          |
| Zuschauer: 25.862                                                                   | | |          |
| Schiedsrichter: Slim Jedidi ( Tunesien)                                             | | |          |

#### Spanien – Marokko 0:0
| Spanien                                                                   | Spanien | Marokko | Marokko |
| ------------------------------------------------------------------------- | --- | --- | ------- |
| Spanien                                                                   | \| 1. August 2012 um 17:00 Uhr (18:00 Uhr MESZ) in Manchester (Old Trafford) \| \| Zuschauer: 35.973 \| \| Schiedsrichter: Ben Williams ( Australien) \|                                                                           | \| 1. August 2012 um 17:00 Uhr (18:00 Uhr MESZ) in Manchester (Old Trafford) \| \| Zuschauer: 35.973 \| \| Schiedsrichter: Ben Williams ( Australien) \|                                                                                          | Marokko |
| Spanien                                                                   | David de Gea – César Azpilicueta, Jordi Alba, Alberto Botía – Javi Martínez (46. Ander Herrera), Iñigo Martínez, Iker Muniain (66. Koke), Oriol Romeu, Isco (56. Cristian Tello) – Adrián López, Juan Mata Cheftrainer: Luis Milla | Mohamed Amsif – Abdelatif Noussir, Mohamed Abarhoun, Zouhair Feddal, Yassine Jebbour – Driss Fettouhi , Abdelaziz Barrada, Houssine Kharja – Zakaria Labyad, Nordin Amrabat, Soufiane Bidaoui (70. Soufian El Hassnaoui) Cheftrainer: Pim Verbeek | Marokko |
| Spanien                                                                   | I. Martínez (35.), Mata (44.) | Feddal (39.) | Marokko |
| 1. August 2012 um 17:00 Uhr (18:00 Uhr MESZ) in Manchester (Old Trafford) | | |         |
| Zuschauer: 35.973                                                         | | |         |
| Schiedsrichter: Ben Williams ( Australien)                                | | |         |

## Viertelfinale

### Japan – Ägypten 3:0 (1:0)
| Japan                                                                     | Japan | Ägypten | Ägypten |
| ------------------------------------------------------------------------- | --- | --- | ------- |
| Japan                                                                     | \| 4. August 2012 um 12:00 Uhr (13:00 Uhr MESZ) in Manchester (Old Trafford) \| \| Zuschauer: 70.772 \| \| Schiedsrichter: Mark Geiger ( Vereinigte Staaten) \| | \| 4. August 2012 um 12:00 Uhr (13:00 Uhr MESZ) in Manchester (Old Trafford) \| \| Zuschauer: 70.772 \| \| Schiedsrichter: Mark Geiger ( Vereinigte Staaten) \|                                                                                           | Ägypten |
| Japan                                                                     | Shūichi Gonda – Daisuke Suzuki, Maya Yoshida , Hiroki Sakai, Yūhei Tokunaga – Hiroshi Kiyotake (84. Takashi Usami), Hotaru Yamaguchi, Keigo Higashi (72. Gōtoku Sakai), Takahiro Ōgihara – Kensuke Nagai (20. Manabu Saitō), Yūki Ōtsu Cheftrainer: Takashi Sekizuka | Ahmed El-Shenawy – Samir Saad, Islam Ramadan, Ahmed Hegazy, Ahmed Fathy – Mohamed Elneny, Mohamed Abo Treka , Shehab Ahmed (45.+1' Mahmoud Alaa), Hossam Hassan – Emad Moteab (74. Marwan Mohsen), Mohamed Salah (58. Omar Gaber) Cheftrainer: Hany Ramzy | Ägypten |
| Japan                                                                     | 1:0 Nagai (14.) 2:0 Yoshida (78.) 3:0 Ōtsu (83.) | | Ägypten |
| Japan                                                                     | Tokunaga (43.) | El-Din (78.) | Ägypten |
| Japan                                                                     | Samir (41.) | | Ägypten |
| 4. August 2012 um 12:00 Uhr (13:00 Uhr MESZ) in Manchester (Old Trafford) | | |         |
| Zuschauer: 70.772                                                         | | |         |
| Schiedsrichter: Mark Geiger ( Vereinigte Staaten)                         | | |         |

### Mexiko – Senegal 4:2 n. V. (2:2, 1:0)
| Mexiko                                                                   | Mexiko | Senegal | Senegal |
| ------------------------------------------------------------------------ | --- | --- | ------- |
| Mexiko                                                                   | \| 4. August 2012 um 14:30 Uhr (15:30 Uhr MESZ) in London (Wembley-Stadion) \| \| Zuschauer: 81.855 \| \| Schiedsrichter: Mark Clattenburg ( Vereinigtes Königreich) \|                                                                                              | \| 4. August 2012 um 14:30 Uhr (15:30 Uhr MESZ) in London (Wembley-Stadion) \| \| Zuschauer: 81.855 \| \| Schiedsrichter: Mark Clattenburg ( Vereinigtes Königreich) \|                                                                                 | Senegal |
| Mexiko                                                                   | Jesús Corona – Israel Jiménez, Dárvin Chávez, Hiram Mier, Diego Reyes, Carlos Salcido – Javier Aquino (75. Héctor Herrera), Jorge Enríquez – Marco Fabián (100. Miguel Ponce), Oribe Peralta (107. Raúl Jiménez), Giovani dos Santos Cheftrainer: Luis Fernando Tena | Ousmane Mané – Abdoulaye Ba, Saliou Ciss (69. Magaye Gueye), Papa Gueye, Pape Souaré, Zargo Touré – Cheikhou Kouyaté, Sadio Mané, Mohamed Diamé (90.+1' Serigne Kara) – Moussa Konaté, Kalidou Yéro (60. Ibrahima Baldé) Cheftrainer: Abdoukarime Diouf | Senegal |
| Mexiko                                                                   | Enríquez (10.) 2:0 Aquino (62.) 3:2 dos Santos (98.) 4:2 Herrera (109.) | 2:1 Konaté (69.) 2:2 Baldé (76.) | Senegal |
| Mexiko                                                                   | Jiménez (73.), Herrera (102.) | Yéro (50.), Touré (74.), Souaré (82.), Ba (115.) | Senegal |
| 4. August 2012 um 14:30 Uhr (15:30 Uhr MESZ) in London (Wembley-Stadion) | | |         |
| Zuschauer: 81.855                                                        | | |         |
| Schiedsrichter: Mark Clattenburg ( Vereinigtes Königreich)               | | |         |

### Brasilien – Honduras 3:2 (1:1)
| Brasilien                                                                   | Brasilien | Honduras | Honduras |
| --------------------------------------------------------------------------- | --- | --- | -------- |
| Brasilien                                                                   | \| 4. August 2012 um 17:00 Uhr (18:00 Uhr MESZ) in Newcastle (St. James’ Park) \| \| Zuschauer: 42.166 \| \| Schiedsrichter: Felix Brych ( Deutschland) \|                                | \| 4. August 2012 um 17:00 Uhr (18:00 Uhr MESZ) in Newcastle (St. James’ Park) \| \| Zuschauer: 42.166 \| \| Schiedsrichter: Felix Brych ( Deutschland) \| | Honduras |
| Brasilien                                                                   | Gabriel – Rafael, Thiago Silva , Juan Jesus, Marcelo – Sandro (41. Danilo), Oscar, Rômulo – Neymar, Leandro Damião (89. Alexandre Pato), Hulk (67. Lucas Moura) Cheftrainer: Mano Menezes | José Mendoza – Crisanto Wilmer, Maynor Figueroa, José Velásquez, Johnny Leverón – Arnold Peralta, Mario Martínez, Orlin Peralta (59. Alfredo Mejía), Róger Espinoza, Luis Garrido (73. Alexander López) – Jerry Bengtson (87. Anthony Lozano) Cheftrainer: Luis Fernando Suárez ( Kolumbien) | Honduras |
| Brasilien                                                                   | 1:1 Damião (38.) 2:2 Neymar (50. Foulelfmeter) 3:2 Damião (60.) | 0:1 Martínez (12.) 1:2 Espinoza (48.) | Honduras |
| Brasilien                                                                   | Sandro (22.), Rômulo (66.), Damião (80.), Marcelo (83.) | Velásquez (16.), A. Peralta (54.), M. Figueroa (78.) | Honduras |
| Brasilien                                                                   | Crisanto (33.), Espinoza (90.) | | Honduras |
| 4. August 2012 um 17:00 Uhr (18:00 Uhr MESZ) in Newcastle (St. James’ Park) | | |          |
| Zuschauer: 42.166                                                           | | |          |
| Schiedsrichter: Felix Brych ( Deutschland)                                  | | |          |

### Großbritannien – Südkorea 1:1 n. V. (1:1, 1:1), 4:5 i.E.
| Großbritannien                                                               | Großbritannien | Südkorea | Südkorea |
| ---------------------------------------------------------------------------- | --- | --- | -------- |
| Vereinigtes Königreich                                                       | \| 4. August 2012 um 19:30 Uhr (20:30 Uhr MESZ) in Cardiff (Millennium Stadium) \| \| Zuschauer: 70.171 \| \| Schiedsrichter: Wilmar Roldán ( Kolumbien) \|                                                                                            | \| 4. August 2012 um 19:30 Uhr (20:30 Uhr MESZ) in Cardiff (Millennium Stadium) \| \| Zuschauer: 70.171 \| \| Schiedsrichter: Wilmar Roldán ( Kolumbien) \|                                                                                                 | Südkorea |
| Vereinigtes Königreich                                                       | Jack Butland – Micah Richards (60. Craig Dawson), Steven Caulker, Ryan Bertrand, Neil Taylor – Joe Allen – Aaron Ramsey, Tom Cleverley – Scott Sinclair (106. Danny Rose), Daniel Sturridge, Craig Bellamy (85. Ryan Giggs) Cheftrainer: Stuart Pearce | Jung Sung-ryong (62. Lee Bum-young) – Kim Chang-soo (7. Oh Jae-suk), Hwang Seok-ho, Kim Young-gwon, Yun Suk-young – Ki Sung-yong, Park Jong-woo – Nam Tae-hee, Koo Ja-cheol , Ji Dong-won (104. Baek Sung-dong) – Park Chu-young Cheftrainer: Hong Myung-bo | Südkorea |
| Vereinigtes Königreich                                                       | 1:1 Ramsey (36., Handelfmeter) | 0:1 Ji (29.) | Südkorea |
| Vereinigtes Königreich                                                       | Elfmeterschießen | | Südkorea |
| Vereinigtes Königreich                                                       | 1:0 Ramsey 2:1 Cleverley 3:2 Dawson 4:3 Giggs Lee hält gegen Sturridge | 1:1 Koo 2:2 Baek 3:3 Hwang 4:4 Park Jong-woo 5:4 Ki | Südkorea |
| Vereinigtes Königreich                                                       | Sturridge (34.), Allen (71.) | Ki (31.), Kim Young-gwon (34.), Oh (34.), Lee (120.) | Südkorea |
| 4. August 2012 um 19:30 Uhr (20:30 Uhr MESZ) in Cardiff (Millennium Stadium) | | |          |
| Zuschauer: 70.171                                                            | | |          |
| Schiedsrichter: Wilmar Roldán ( Kolumbien)                                   | | |          |

## Halbfinale

### Mexiko – Japan 3:1 (1:1)
| Mexiko                                                                   | Mexiko | Japan | Japan |
| ------------------------------------------------------------------------ | --- | --- | ----- |
| Mexiko                                                                   | \| 7. August 2012 um 17:00 Uhr (18:00 Uhr MESZ) in London (Wembley-Stadion) \| \| Zuschauer: 82.372 \| \| Schiedsrichter: Gianluca Rocchi ( Italien) \|                                                                                        | \| 7. August 2012 um 17:00 Uhr (18:00 Uhr MESZ) in London (Wembley-Stadion) \| \| Zuschauer: 82.372 \| \| Schiedsrichter: Gianluca Rocchi ( Italien) \| | Japan |
| Mexiko                                                                   | Jesús Corona – Dárvin Chávez, Israel Jiménez, Hiram Mier, Diego Reyes, Carlos Salcido – Javier Aquino (90. Javier Cortés), Giovani dos Santos (46. Raúl Jiménez), Jorge Enríquez, Marco Fabián – Oribe Peralta Cheftrainer: Luis Fernando Tena | Shūichi Gonda – Yūhei Tokunaga, Daisuke Suzuki, Maya Yoshida , Hiroki Sakai – Hotaru Yamaguchi, Takahiro Ōgihara (83. Manabu Saitō) – Yūki Ōtsu, Keigo Higashi (71. Ken’yū Sugimoto), Hiroshi Kiyotake (77. Takashi Usami) – Kensuke Nagai Cheftrainer: Takashi Sekizuka | Japan |
| Mexiko                                                                   | 1:1 Fabián (31.) 2:1 Peralta (65.) 3:1 Cortés (90.) | 0:1 Ōtsu (12.) | Japan |
| Mexiko                                                                   | Fabián (69.) | Sakai (58.) | Japan |
| 7. August 2012 um 17:00 Uhr (18:00 Uhr MESZ) in London (Wembley-Stadion) | | |       |
| Zuschauer: 82.372                                                        | | |       |
| Schiedsrichter: Gianluca Rocchi ( Italien)                               | | |       |

### Südkorea – Brasilien 0:3 (0:1)
| Südkorea                                                                  | Südkorea | Brasilien | Brasilien |
| ------------------------------------------------------------------------- | --- | --- | --------- |
| Südkorea                                                                  | \| 7. August 2012 um 19:45 Uhr (20:45 Uhr MESZ) in Manchester (Old Trafford) \| \| Zuschauer: 69.389 \| \| Schiedsrichter: Pavel Královec ( Tschechien) \|                                                                                              | \| 7. August 2012 um 19:45 Uhr (20:45 Uhr MESZ) in Manchester (Old Trafford) \| \| Zuschauer: 69.389 \| \| Schiedsrichter: Pavel Královec ( Tschechien) \|                                      | Brasilien |
| Südkorea                                                                  | Lee Bum-young – Oh Jae-suk, Kim Young-gwon, Hwang Seok-ho, Yun Suk-young – Nam Tae-hee, Koo Ja-cheol (59. Jung Woo-young), Ki Sung-yong, Kim Bo-kyung – Kim Hyun-sung (71. Park Chu-young), Ji Dong-won (77. Baek Sung-dong) Cheftrainer: Hong Myung-bo | Gabriel – Rafael, Thiago Silva , Juan Jesus (83. Bruno Uvini), Marcelo (76. Hulk) – Alex Sandro, Sandro, Rômulo – Oscar, Neymar – Leandro Damião (78. Alexandre Pato) Cheftrainer: Mano Menezes | Brasilien |
| Südkorea                                                                  | 0:1 Rômulo (38.) 0:2 Leandro Damião (57.) 0:3 Leandro Damião (64.) | | Brasilien |
| Südkorea                                                                  | Ji (61.) | | Brasilien |
| 7. August 2012 um 19:45 Uhr (20:45 Uhr MESZ) in Manchester (Old Trafford) | | |           |
| Zuschauer: 69.389                                                         | | |           |
| Schiedsrichter: Pavel Královec ( Tschechien)                              | | |           |

## Spiel um Bronze

### Südkorea – Japan 2:0 (1:0)
| Südkorea                                                                      | Südkorea | Japan | Japan |
| ----------------------------------------------------------------------------- | --- | --- | ----- |
| Südkorea                                                                      | \| 10. August 2012 um 19:45 Uhr (20:45 Uhr MESZ) in Cardiff (Millennium Stadium) \| \| Zuschauer: 56.393 \| \| Schiedsrichter: Ravshan Ermatov ( Usbekistan) \|                                                                                      | \| 10. August 2012 um 19:45 Uhr (20:45 Uhr MESZ) in Cardiff (Millennium Stadium) \| \| Zuschauer: 56.393 \| \| Schiedsrichter: Ravshan Ermatov ( Usbekistan) \| | Japan |
| Südkorea                                                                      | Jung Sung-ryong – Hwang Seok-ho, Kim Young-gwon, Oh Jae-suk, Yun Suk-young – Ki Sung-yong, Kim Bo-kyung, Koo Ja-cheol (89. Kim Kee-hee), Park Jong-woo – Ji Dong-won (69. Nam Tae-hee), Park Ju-yeong (86. Kim Hyun-sung) Cheftrainer: Hong Myung-bo | Shūichi Gonda – Yūhei Tokunaga, Daisuke Suzuki, Maya Yoshida , Hiroki Sakai – Hotaru Yamaguchi, Takahiro Ōgihara (59. Kazuya Yamamura) – Yūki Ōtsu, Keigo Higashi (62. Ken’yū Sugimoto), Hiroshi Kiyotake – Kensuke Nagai (70. Takashi Usami) Cheftrainer: Takashi Sekizuka | Japan |
| Südkorea                                                                      | 1:0 Park Ju-yeong (38.) 2:0 Koo (57.) | | Japan |
| Südkorea                                                                      | Ki (24.), Oh (26.), Koo (35.), Kim Bo-kyung (90.) | Ōgihara (43.), Otsu (70.), Sugimoto (88.) | Japan |
| 10. August 2012 um 19:45 Uhr (20:45 Uhr MESZ) in Cardiff (Millennium Stadium) | | |       |
| Zuschauer: 56.393                                                             | | |       |
| Schiedsrichter: Ravshan Ermatov ( Usbekistan)                                 | | |       |

## Finale

### Brasilien – Mexiko 1:2 (0:1)
| Brasilien                                                             | Brasilien | Mexiko | Mexiko |
| --------------------------------------------------------------------- | --- | --- | ------ |
| Brasilien                                                             | \| 11. August 2012 um 15:00 Uhr (16:00 MESZ) in London (Wembley-Stadion) \| \| Zuschauer: 86.162 \| \| Schiedsrichter: Mark Clattenburg ( Vereinigtes Königreich) \|                     | \| 11. August 2012 um 15:00 Uhr (16:00 MESZ) in London (Wembley-Stadion) \| \| Zuschauer: 86.162 \| \| Schiedsrichter: Mark Clattenburg ( Vereinigtes Königreich) \|                                                                                          | Mexiko |
| Brasilien                                                             | Gabriel – Rafael (85. Lucas), Thiago Silva , Juan Jesus, Alex Sandro – Marcelo, Rômulo, Oscar (32. Hulk), Sandro (71. Alexandre Pato) – Neymar, Leandro Damião Cheftrainer: Mano Menezes | Jesús Corona – Israel Jiménez (81. Néstor Vidrio), Carlos Salcido, Hiram Mier, Dárvin Chávez – Héctor Herrera, Javier Aquino (57. Miguel Ponce), Diego Reyes, Jorge Enríquez – Marco Fabián, Oribe Peralta (86. Raúl Jiménez) Cheftrainer: Luis Fernando Tena | Mexiko |
| Brasilien                                                             | 1:2 Hulk (90.+1') | 0:1 Oribe Peralta (1.) 0:2 Oribe Peralta (75.) | Mexiko |
| Brasilien                                                             | Marcelo (42.) | Diego Reyes (46.), Israel Jiménez (58.), Néstor Vidrio (89.) | Mexiko |
| 11. August 2012 um 15:00 Uhr (16:00 MESZ) in London (Wembley-Stadion) | | |        |
| Zuschauer: 86.162                                                     | | |        |
| Schiedsrichter: Mark Clattenburg ( Vereinigtes Königreich)            | | |        |